# Toby Jones
Toby Jones (sinh ngày 7 tháng 9 năm 1966) là một diễn viên người Anh.

## Thời thơ ấu
Jones đã được sinh ra ở Hammersmith, London, là con trai của diễn viên Jennifer (nhũ danh Heslewood) và Freddie Jones. Ông xuất hiện bên cạnh cha mình trong bộ phim Ladies trong Lavender, và có hai anh em:. Rupert, một đạo diễn, và Casper, cũng là một diễn viên. Ông đã tham dự Church trường Nhà thờ Christ và Abingdon trường ở Oxfordshire vào những năm 1980. Ông học kịch nghệ tại Đại học Manchester 1986-1989, và tại L'École Internationale de Théâtre Jacques Lecoq ở Paris 1989-1991.

## Sự nghiệp
Vai diễn trong bộ phim Infamous của đạo diễn Douglas McGrath trong năm 2006 đã mang lại cho ông giải thưởng của Hội phê bình phim London. Ông đồng thời cũng nhận được đề cử giải thưởng này với các phim The Painted Veil, W (đạo diễn Oliver Stone) và Frost/Nixon (đạo diễn Ron Howard).
Một số phim đáng chú ý của ông trong thời gian gần đây: Hunger Games: Catching Fire, Serena, Snow White and the Huntsman, The Girl, Captain America: The first Avenger, The Adventures of Tintin: The Secret of the Unicorn, Tinker, Tailor, Soldier, Spy, My Week with Marilyn và bom tấn 2011 The Hunger Games.	
Trong năm 2010, Jones cũng đã tham gia lồng tiếng cho nhân vật Dobby trong bom tấn Harry	Potter and the	Deathly Hallows: Part 1. Trước đó ông cũng đã phụ trách lồng tiếng cho nhân vật này trong Harry Potter and the Chamber	of Secrets.
Trên phương diện sân khấu, Jones cũng đã từng được nhận được giải Laurence Oliver Award với vở diễn The Play What I Wrote của đạo diễn Kenneth Branagh. Một số tác phẩm đáng chú ý mà ông đã tham gia còn bao gồm: Measure for Measure, Parlour Song và Every Good Boy Deserves	Favour.
Ngoài ra, ông cũng đã góp mặt trong hàng loạt các phim truyền hình đáng chú ý như Elizabeth	I, Mo, The Old Curiosity Shop, The Way We Live Now, In Love and War, Victoria & Albert…	
Trong năm 2015, Jones đóng vai Roger Yount, một nhân viên ngân hàng, trong ba phần BBCs loạt Capital dựa trên John Lanchester của cuốn tiểu thuyết cùng tên. [13] Thảo luận về làm việc với Jones trên Capital, nhà văn Peter Bowker nói, "Tôi nghĩ rằng Toby là một thiên tài và nghĩ rằng lâu trước khi tôi làm việc với anh ấy. Anh ấy luôn muốn biết nhu cầu của một nhân vật, và những gì là bên dưới những nhu cầu đó. Sau đó, anh mất tất cả những tài liệu và bằng cách nào đó nhúng nó vào nhân vật và thể chất sống ở các nhân vật, do đó bạn không bao giờ nghĩ rằng anh ta chơi các nhân vật. Nó thật hấp dẫn để xem anh đóng lên. Ông mang tính phức tạp cảm xúc trong mỗi cử chỉ nhỏ mà nhân vật của mình làm như vậy mà bạn có thể thấy ngay những gì nhân vật của mình là như thế. Một nhân vật như Roger đầy những mâu thuẫn, một chủ ngân hàng thành phố với một không khí của quyền nhưng cũng có một chút bất an hái đi với anh. Toby có thể miêu tả rằng trong bước đi một mình. Đó là những gì tuyệt vời về anh ta, anh ta có thể miêu tả lạnh lùng đến mức có thể khắc họa ấm áp và anh có thể miêu tả cả những điều đó tại một lần.
Anh đóng vai Captain Mainwaring trong phim Quân đội của bố, dự kiến phát hành vào tháng 2 năm 2016.

## Hoạt động nghệ thuật

### Điện ảnh
| Năm  | Tên phim                                 | Vai diễn       | Ghi chú    |
| ---- | ---------------------------------------- | -------------- | ---------- |
| 2002 | Harry Potter và Phòng chứa Bí mật        | Gia tinh Dobby | Lồng tiếng |
| 2010 | Harry Potter và Bảo bối tử Thần – Phần 1 | Gia tinh Dobby | Lồng tiếng |
| 2011 | Captain America: Kẻ báo thù đầu tiên     | Arnim Zola     |            |
| 2014 | Captain America 2: Chiến binh mùa đông   | Arnim Zola     |            |
| 2018 | Thế giới khủng long: Vương quốc sụp đổ   | Mr Eversoll    |            |
| 2018 | Christopher Robin                        | Cú             | Lồng tiếng |
| 2021 | A Boy Called Chrismas                    | Cha Topo       |            |
| 2023 | Indiana Jones và vòng quay định mệnh     | Basil          |            |